# Adeli Batumi
Adeli Batumi (georgiska: ადელი ბათუმი) är en georgisk fotbollsklubb från staden Batumi. Klubben spelar för närvarande i Pirveli Liga och spelar sina hemmamatcher på Adeli-stadion (Adelis Stadioni), som tar 1 000 åskådare, i centrala Batumi. Klubben är den näst största i staden, efter Dinamo Batumi, som också håller till i Pirveli Liga.